# Sascha Damrow

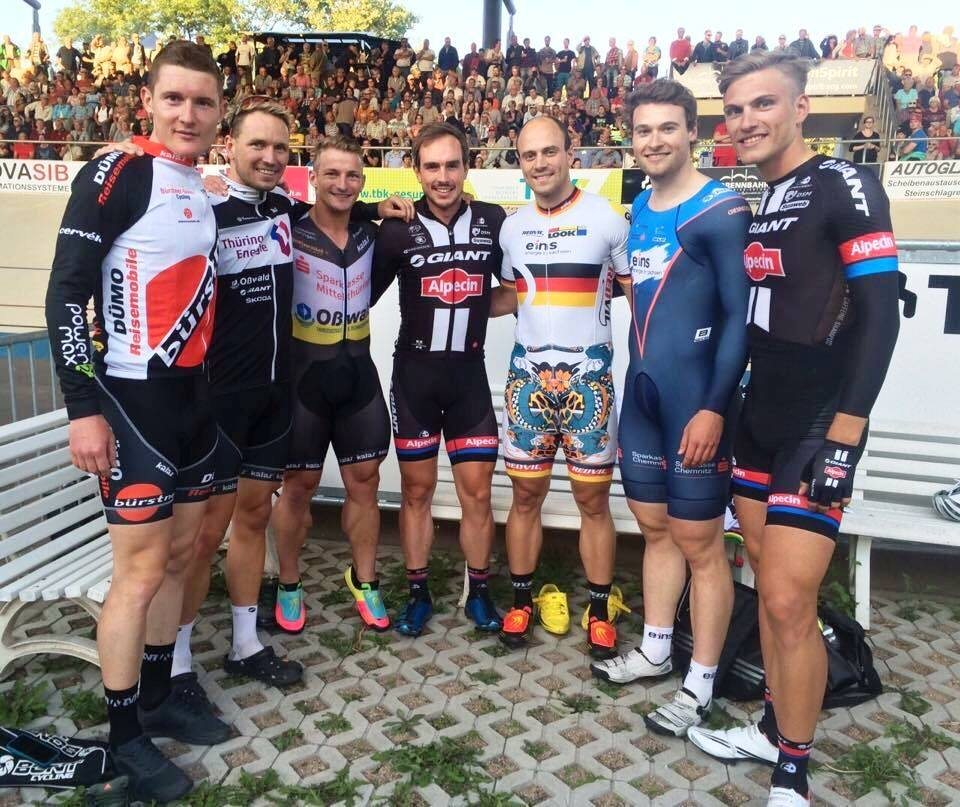
Sascha Damrow (l.) auf der Radrennbahn Andreasried, gemeinsam mit Marcel Barth, René Enders, John Degenkolb, Maximilian Levy, Stefan Bötticher und Marcel Kittel (v. l. n. r.)

Sascha Damrow (* 10. Juni 1986 in Gera) ist ein deutscher Bahn- und Straßenradrennfahrer.
Sascha Damrow gewann 2003 bei der Juniorenweltmeisterschaft in Moskau auf der Bahn die Silbermedaille in der Mannschaftsverfolgung. Im nächsten Jahr gewann er bei der Weltmeisterschaft der Junioren erneut Silber in der Mannschaftsverfolgung und er holte sich auch Silber in der Einerverfolgung. Außerdem wurde er Deutscher Meister in der Mannschaftsverfolgung der Eliteklasse.
Auf der Straße fuhr Sascha Damrow 2006 und 2007 für das Thüringer Energie Team. 2009 gewann er drei Etappen beim Tobago International. Im nächsten Jahr wurde er Vierter der Gesamtwertung bei der Tour of the Philippines und Gesamtzweiter bei der Tour of East Java.

## Erfolge
2003
- Weltmeisterschaft – Mannschaftsverfolgung (Junioren) mit Christian Kux, Stefan Schäfer und Frank Schulz

2004
- Weltmeisterschaft – Einerverfolgung (Junioren)
- Weltmeisterschaft – Mannschaftsverfolgung (Junioren) mit Patrick Gretsch, Matthias Hahn und Stefan Schäfer
- Deutscher Meister – Mannschaftsverfolgung mit Christian Bach, Jens Lehmann und Tony Martin

## Teams
- 2006 Thüringer Energie Team
- 2007 Thüringer Energie Team